# O Salnés
Die Comarca O Salnés ist eine der zehn Comarcas in der Provinz Pontevedra.
Die im Westen der Provinz gelegene Comarca umfasst neun Gemeinden auf einer Fläche von 275,08 km².

## Gemeinden
| Gemeinde             | Einwohner (2024) | Fläche km² | Dichte Einw./km² | Cod INE | Postleitzahl |
| -------------------- | ---------------- | ---------- | ---------------- | ------- | ------------ |
| Cambados             | 13.752           | 23,44      | 587              | 36006   | 36630        |
| O Grove              | 10.821           | 21,89      | 494              | 36022   | 36989        |
| A Illa de Arousa     | 4.849            | 6,91       | 702              | 36901   | 36626        |
| Meaño                | 5.264            | 27,77      | 190              | 36027   | 36967        |
| Meis                 | 4.703            | 52,39      | 90               | 36028   | 36637        |
| Ribadumia            | 5.212            | 19,71      | 264              | 36046   | 36636        |
| Sanxenxo             | 17.914           | 45,08      | 397              | 36051   | 36960        |
| Vilagarcía de Arousa | 37.761           | 44,24      | 854              | 36060   | 36600        |
| Vilanova de Arousa   | 10.225           | 33,65      | 304              | 36061   | 36620        |
| Comarca O Salnés     | 110.501          | 275,08     | 402              | –       | –            |

1. ↑  Instituto Nacional de Estadística Municipal Register of Spain